# Lepyrodon alaris
Lepyrodon alaris là một loài Rêu trong họ Lepyrodontaceae. Loài này được Dixon mô tả khoa học đầu tiên năm 1960.